# 威廉·愛德華·德·溫頓
威廉·愛德華·德·溫頓（英語：William Edward de Winton，1856年9月6日—1922年8月30日）是一名英國動物學家。他遊歷廣泛，發現了許多以前未曾描述過的倉鼠科物種。他從1890年代末開始收集的東非照片現存於倫敦自然歷史博物館。